# Christophe Bassons
Christophe Bassons (* 10. Juni 1974 in Mazamet, Département Tarn) ist ein ehemaliger  französischer Radrennfahrer und Mountainbikefahrer.

## Karriere
Er begann seine Karriere 1991 als Mountainbikefahrer und wurde 1996 mit dem Radsportteam Force Sud Straßenprofi, später bei Festina, bevor er 1999 der Mannschaft La Française des Jeux beitrat. In den Jahren 2000 und 2001 fuhr er für Jean Delatour.
Zur Mannschaft von Festina gehörte er auch während des Dopingskandals bei der Tour de France 1998, an der er allerdings nicht teilnahm. Damalige Teamkollegen sollen bestätigt haben, dass Bassons als einziger Fahrer des Festina-Teams keine verbotenen Substanzen einnahm; nach anderen Quellen sollen neben ihm auch Patrice Halgand und Laurent Lefèvre unbelastet gewesen sein.
1999 brach er die Tour de France unter dem Druck des Pelotons ab. Er galt damals als Nestbeschmutzer, weil er sich nach Ansicht vieler Profis in seiner täglichen Kolumne als „einziger Saubermann“ dargestellt habe. Insbesondere Lance Armstrong kritisierte ihn in einer Pressekonferenz: „Wenn er denkt, dass Radsport so funktioniert, irrt er sich und es ist besser, dass er nach Hause fährt.“
2001 beendete Bassons seine Karriere als Straßenradsportler und übernahm eine Arbeit als Sportlehrer im Triathlon.
In den nächsten Jahren nahm er an Mountainbikerennen teil. Im Oktober 2012 wurde Bassons vom französischen Radsportverband FFC zunächst für ein Jahr gesperrt, weil er eine Dopingkontrolle bei den nationalen Meisterschaften im Mountainbike-Marathon verpasste. Er erklärte, dass er das Rennen bereits aufgegeben habe und auf der Autobahn gewesen sei, als er zur Dopingkontrolle ausgelost wurde. Die Sperre wurde auf einen Monat reduziert. In der Revisionsverhandlung wurde er 2013 freigesprochen.

## Erfolge
- 1995: Militärweltmeister Zeitfahren
- 1996: eine Etappe Mi-Août en Bretagne
- 1998:  Französische Zeitfahrmeisterschaft
- 1999: eine Etappe Critérium du Dauphiné Libéré